# Entephria intermediaria
Entephria intermediaria là một loài bướm đêm trong họ Geometridae.